# کنستانتین مژلومیان
کنستانتین الکساندر مژلومیان (ارمنی: Կոնստանտին Մոժլոմյան؛ ۱۳۰۸–۱۳۸۳)، اقتصاددان ارمنی‌تبار اهل ایران و معاون سازمان برنامه و بودجه ایران در دهه ۱۳۴۰ و ۱۳۵۰ خورشیدی بود.

## زندگی‌نامه
او در یک خانواده ارمنی در تهران بدنیا آمد. اقتصاد را ابتدا در دانشگاه تهران خواند و سپس از طرف سازمان برنامه بورسیه شد و به دانشگاه وندربیلت آمریکا رفت. به تخصص و پاک‌دستی شهره بود. تخصص او اقتصاد توسعه و مسلط به پنج زبان بود. چندین سال در دوران ریاست صفی اصفیا معاونت سازمان برنامه و بودجه را برعهده داشت و در دوره ریاست عبدالمجید مجیدی، به معاونت برنامه‌ریزی رسید.

## مخالفت با شاه و پیش‌بینی انقلاب
ببینید: همایش اقتصادی ۱۳۵۳ گاجره
ببینید: همایش اقتصادی ۱۳۵۳ رامسر
ببینید: بیماری هلندی اقتصاد ایران (۱۳۵۳ تا ۱۳۵۶)
او در در تدوین برنامه چهارم و پنجم توسعه نقش داشت، که از مفاد آن، این بود که پول زیادی وارد اقتصاد نشود و تراز تجاری و رابطه واردات و صادرات به هم نخورد.
در میانه اجرای برنامه پنجم توسعه، بر اثر فوران پول‌های نفتی و افزایش شدید درامدهای ملی، شاه خواستار تجدید نظر در مفاد برنامه شد. او متخصصین اقتصاد را در رامسر و گاجره‌ گرد هم آورد که برنامه پنجم توسعه را بازنویسی کنند و با تزریق بودجه، گاها چندبرابری، به سرعت عمل پروژه ها بیافزایند. برنامه‌های شاه با مخالفت بهمن آبادیان معاون سازمان برنامه و مژلومیان قرار گرفت، شاه، بهمن‌آبادیان را با توهین از جلسه بیرون کرد.
مژلومیان در کنفرانس رامسر، زیر گزارش تجدیدنظر برنامه پنجم که شاه تنظیم کرده بود، شجاعانه نوشت: «این کارها را نکنید، از این کارها بوی خون می‌آید.»
او سال ۱۳۵۳ پیش‌بینی کرده بود که اگر این برنامه اجرا شود، بحران‌های اجتماعی ایجاد می‌کند و برای همین نوشته بود که برنامه بوی خون می‌دهد. تقریباً پیش‌بینی کرده بود که ممکن است انقلاب رخ بدهد.

او در مقام معاون برنامه‌ریزی سازمان برنامه، در شورای‌ عالی اقتصاد نسبت به افزایش ناگهانی اعتبارات و سرریز بی‌حساب پول به اقتصاد کشور هشدار داده و پیش‌بینی شگفت‌انگیزی کرده و گفته بود: 
«این پول‌ها پا درمی‌آورند، به خیابان می‌آیند، و انقلاب می‌شود.»
نهایتاً او را هم تنزل اداری دادند. مژلومیان با آن که بعد از انقلاب به جرم معاونت سازمان برنامه برکنار و بی‌کار شد، ایران را ترک نکرد و در سال ۱۳۸۰، در ایران درگذشت